# A Mouthful
Albums de The Dø
Both Ways Open Jaws
(2011)
A Mouthful est le premier album du groupe The Dø sorti le 14 janvier 2008.

## Titres
Toutes les chansons sont écrites et composées par Olivia Bouyssou Merilahti et Dan Levy.
| 1.  | Playground Hustle             | 2:55 |
| 2.  | At Last!                      | 4:09 |
| 3.  | On My Shoulders               | 5:21 |
| 4.  | Song for Lovers               | 2:24 |
| 5.  | The Bridge Is Broken          | 4:42 |
| 6.  | Stay (Just a Little Bit More) | 3:06 |
| 7.  | Unissasi laulelet             | 2:19 |
| 8.  | Tammie                        | 3:15 |
| 9.  | Queen Dot Kong                | 3:14 |
| 10. | Coda                          | 1:58 |
| 11. | Searching Gold                | 5:10 |
| 12. | When Was I Last Home?         | 3:34 |
| 13. | Travel Light                  | 4:02 |
| 14. | Aha                           | 4:19 |
| 15. | In My Box                     | 1:48 |

Trois morceaux supplémentaires sont ajoutés dans la réédition de l'album en mars 2009 :
| 16. | On My Shoulders (Chamber Version)   | 5:35  |
| 17. | Unissasi laulelet (Chamber Version) | 3:55  |
| 18. | Playground Hustle'N'Bustle          | 11:19 |

## Accueil par la critique
Pitchfork a donné à l'album une note de 7,5 sur 10, notant que A Mouthful est « un album qui tente d'équilibrer l'immature et le mûr »  et qu'Olivia Merilahti et Dan Levy « n'hésitent pas à jongler avec les styles musicaux, mais c'est le vaste registre d'émotions [...] qui compense des inclusions pas très heureuses ».
Hugo Cassavetti pour Télérama attribue la note maximale ffff. Il avoue qu'« il faudrait une sacrée dose de mauvaise foi pour faire la fine bouche devant ce duo franco-finlandais » et ajoute « rien de laborieux ni de roublard ici, tout semble couler avec naturel et facilité ».
Pour Les Inrocks, Stéphane Deschamps trouve que « partout, il y a plein d’arrangements incongrus et audacieux, funambules ». Selon lui « ce disque, c’est un coffre à jouets – des vieux en bois, d’autres hi-tech – emballé dans un paquet qui brille ».
L'album a été nommé au Prix Constantin[réf. nécessaire].

## Classement
| Meilleur classement | Meilleur classement | Meilleur classement |
| France              | Belgique            | Suisse              |
| ------------------- | ------------------- | ------------------- |
| 1                   | 49                  | 52                  |